# Úřední titul
Úřední titul, či název nebo titul úřadu je oficiální označení pozice či funkce zastávané v rámci určité organizace (ve vládě, korporaci apod.) spojené s konkrétními úředními pravomocemi a povinnostmi.
Poloformálně může být název úřadu označován jako „funkce“ nebo „úřad“, jako např. ve výrazu „funkce předsedy vlády“, „úřad ministra“ apod.
V anglickojazyčném prostředí se úřední tituly používají ve spojení s vlastními jmény vždy s velkými počátečními písmeny: The Right Honourable Stephen Harper, Prime Minister of Canada. V tomto přípladě mohou být oba tituly „The Right Honourable“ i „Prime Minister“ považovány za „úřední titul“. První z nich je také označován jako způsob oslovení, druhý jako označení funkce.